# Nicolae Burcea (fotbalist)
Nicolae Burcea (n. 7 februarie 1955, Dracșani, județul Teleorman - d. 9 iulie 2009, Paris) cunoscut in Franța sub numele de Nicolas Burcéa a fost un fotbalist român care a jucat pe postul de mijlocaș. La 16 a fost selecționat în lotul național de juniori iar la 17 ani a debutat în prima divizie. A urmat cursurile Facultății de Educație Fizică din Galați.
A jucat pentru echipele:
- FC Argeș Pitești (1973-1974)
- FCM Galați (1974-1981)
- CS Botoșani (1981-1983)
- Oțelul Galați (1983-1990)
- Gloria CFR Galați (1990-1991)
- Hirson (1991-1993) antrenor-jucător

A antrenat pentru echipele:
- Hirson (1991-1997)
- US Alfortville (1997-04)
- Dunărea Galați (2004-05)
- Gloria Buzău (2005-06) Secundul lui Viorel Ion
- Étoile du Congo⁠(en)[traduceți] (2006-07)
- Najran SC (2009)

## In memoriam
Clubul F.C. Oțelul Galați, în colaborare cu Direcția pentru Sport a județului Galați, organizează anual, începând cu 2009, competiția de fotbal pentru copii de 10 și 11 ani numită „Memorialului Nicolae Burcea”.